# Gliniany Las
Gliniany Las – wieś w Polsce położona w województwie świętokrzyskim, w powiecie kieleckim, w gminie Mniów
| SIMC    | Nazwa    | Rodzaj    |
| ------- | -------- | --------- |
| 0992250 | Juchór   | część wsi |
| 0992266 | Pociejów | część wsi |

W latach 1975–1998 miejscowość administracyjnie należała do województwa kieleckiego.